# Didal

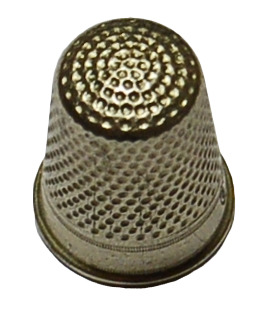
Didal

El didal és un estri auxiliar emprat en l'acció de cosir. Per les seves característiques permet empenyer l'agulla a través del teixit, sense punxar-se i sense que rellisqui, de forma còmoda i eficaç.
Els didals tenen una forma tronco-cònica, com de campaneta, i es posen en un dels dits de la mà que subjecta l'agulla.
Els didals estan fets de materials rígids i llur superfície exterior és rugosa (amb uns rebaixos o clotets característics) de manera que l'agulla no pugui relliscar amb facilitat.

## Història
Hi ha didals molt antics trobats en diversos jaciments arqueològics.
Els més antics semblen egipcis i estan fets de cuir. Altres didals antics estan fets d'os, bronze, ivori, or, argent, etc.
Durant molts anys foren típics els didals de llautó i de porcellana.
En l'actualitat hi ha didals de plàstic.